# 45° à l'ombre
45° à l'ombre est un roman belge de Georges Simenon, paru en 1936 aux éditions Gallimard.
Le roman se déroule en 1936 à bord du paquebot « L’Aquitaine », qui relie Matadi (embouchure du Congo) à Bordeaux, en escalant à Pointe-Noire, Port-Gentil, Port-Bouet et Ténériffe. 

## Résumé
Donadieu, médecin naviguant depuis des années pour ces compagnies de transports maritimes, est affecté à « L'Aquitaine ». Son existence, sans éclat et sans surprise (« Il n'y avait pas de drame. Rien que des incidents risibles. Et des hasards successifs !... »), est marquée par les intrigues qui se nouent entre les passagers et les rapports que son métier l'amène à entretenir avec eux. Certains d'entre eux éveillent plus particulièrement son intérêt fait de curiosité et d'une propension naturelle à s'occuper du destin des autres. C'est ainsi que, parmi les passagers de première classe, deux couples vont retenir son attention. D'une part, les Huret, qui n'ont jamais pu s'adapter à la vie coloniale et qui regagnent l'Europe sans argent, avec un bébé gravement malade ; c'est la mère qui soigne ce dernier, cloîtrée dans sa cabine, tandis que le mari, partagé entre le désespoir et le cynisme, n'hésite pas à se divertir. D'autre part, les Bassot, dont le mari, ancien médecin, est devenu fou, tandis que sa femme mène une joyeuse vie avec les officiers du bord. À cela s'ajoutent quelques péripéties habituelles : les récriminations de Lachaux, type du passager riche et éternellement mécontent ; l'intrigue qui se noue entre Mme Dassonville et le commissaire de bord, puis entre elle et Huret ; l'embarquement de trois cents Annamites, que déciment les maladies tropicales... 
À l'arrivée à Bordeaux, une ambulance attend Bassot pour le conduire à l'asile. Les Huret mèneront en France une existence médiocre, tandis que Donadieu, toujours médecin de bord, fera la ligne d'Extrême-Orient où il pourra s'adonner à son plaisir de fumer de l'opium.

## Aspects particuliers du roman
Le cadre du roman ainsi que le récit mené du point de vue du personnage principal permettent au narrateur de décrire une sorte de microcosme de la société, et plus particulièrement de la société coloniale, à travers certains de ses représentants.

## Personnages
- Donadieu. Médecin. Célibataire. Âge mûr.
- Huret, comptable à Brazzaville, son épouse et leur enfant âgé de six mois, passagers du bateau.
- Bassot, ancien médecin de l’infanterie colonial, et son épouse, également passagers.

## Éditions
- Prépublication en feuilleton dans Le Figaro, du 27 juin au 24 juillet 1934
- Édition originale : Gallimard, 1936
- Tout Simenon, tome 19, Omnibus, 2003  (ISBN 978-2-258-06104-0)
- Folio Policier n° 289, Gallimard, 2003  (ISBN 978-2-07-042768-0)
- Romans durs, tome 2, Omnibus, 2012  (ISBN 978-2-258-09356-0)
- Romans durs, tome 2, Omnibus, 2023  (ISBN 978-2-258-20259-7)

## Sources
- Maurice Piron, Michel Lemoine, L'Univers de Simenon, guide des romans et nouvelles (1931-1972) de Georges Simenon, Presses de la Cité, 1983, pages 50-51